# Öffentliche Gewerbeschule und Schule für Bauhandwerker
Die Öffentliche Gewerbeschule und Schule für Bauhandwerker in Hamburg, auch Hamburger Allgemeine Gewerbeschule oder Gewerbeschule Hamburg genannt, wurde 1865 nach einem Beschluss des Hamburger Senats als erste staatliche Gewerbeschule Hamburgs gegründet. Ziel war es, vor allem den Lehrlingen aus Handwerk- und anderen Gewerbebetrieben sowohl die theoretischen Grundlagen insbesondere des Bauhandwerks zu vermitteln als auch die praktischen Fertigkeiten im Zeichnen und Modellieren.
Im Schuljahr 1869 bis 1870 erfolgte der Unterricht in
- 4 Gewerbeschulklassen, in deren mittlerer Abteilung 814 Schülern bei einem Schulgeld von 10, 15 oder 20 Mark;
- 3 Bauhandwerkklassen mit 106 Schülern bei 75 Mark Schulgeld für jeden 5-monatigen Winterkurs.[1]

Um 1870 leitete der Pädagoge Otto Jessen als Direktor die Einrichtung, in der 29 Lehrer beschäftigt wurden. Die ordentlichen Lehrer waren „Blaschke, Börner, Christensen, Ehrich, Dr. Glinzer, Grupe, Heimerdinger, Jantzen, Schlotke, Schroeter, Seifer, Steinhaus, Dr. Stuhlmann, Willweber, Wohlien, Dr. Wohlwill u. Zahn.“ Als Hilfslehrer eingestellt waren „Birgfeld, Benthack, Früauff, Griese, Hinrichsen, Koch, Lundberg, Merten, Mithoff, Prinz“ sowie Julius Schöpel, der Lithografie unterrichtete.
Zu den Schriften der Schule zählten beispielsweise die 1869 herausgegebenen Schulnachrichten.
1876 wurde die Allgemeine Gewerbeschule, aus der sich bis 1902 unterschiedliche Zweigstellen in verschiedenen Stadtteilen abspalteten, in dem später als Museum für Kunst und Gewerbe Hamburg genutzten Gebäude untergebracht. Eine Denkschrift zum 50-jährigen Gründungsjubiläum nennt die Bildungseinrichtung dann Staatliche Baugewerkschule für Hochbau und Tiefbau Hamburg.
Die Bildungseinrichtung zählt zu den Vorläufer-Anstalten der späteren Hochschule für bildende Künste Hamburg.